# フーカー潜水
フーカー潜水（フーカーせんすい）は、本来、目・鼻・口を同時に覆う簡単なマスクに水上からホースで空気を供給する送気式潜水の一種を指す。その名称は、かつて阿片などの麻薬を吸うときに使用されていた器具の名前 (hookah) に由来する。ヘルメット潜水との対比から、マスク潜水と呼ばれる場合もある。

## フーカー潜水の特徴
水上からホースで送られた空気は、安全のための逆止弁を経由してマスク内に連続的に供給される。ダイバーの呼気および余剰に供給された空気は、マスクに取り付けられた排気弁から水中に放出される。水上の空気供給装置の能力は一般に非常に限られており、潜水可能な深度は水深10メートル前後が普通である。ヘルメット潜水と比べ装備が簡便で軽量なため、かつては浅い場所での簡単な水中作業などで多用されていたが、その後のスクーバの普及により活躍の場は大きく狭まった。しかし、水上から空気を供給するため潜水時間に制限がないことと、構成が単純でメンテナンスも容易であることから、現在でも、一部地域の潜水漁師などによって少数ながらも使用されている。

## フーカー潜水の発展形
スクーバの普及に伴い、フーカー潜水の発展形として、スクーバダイビングで使用するマスクとレギュレーター（2ndステージ）を使用し、ダイバーが背負うタンクに替えて水上から空気を供給する潜水装置が広く使用されている。現在では、フーカー潜水といえばこちらの方式を指すことが多い。空気供給装置の能力にもよるが、水深20 - 30メートル程度まで潜水可能なものもある。

## その他フーカー潜水類似の潜水方法

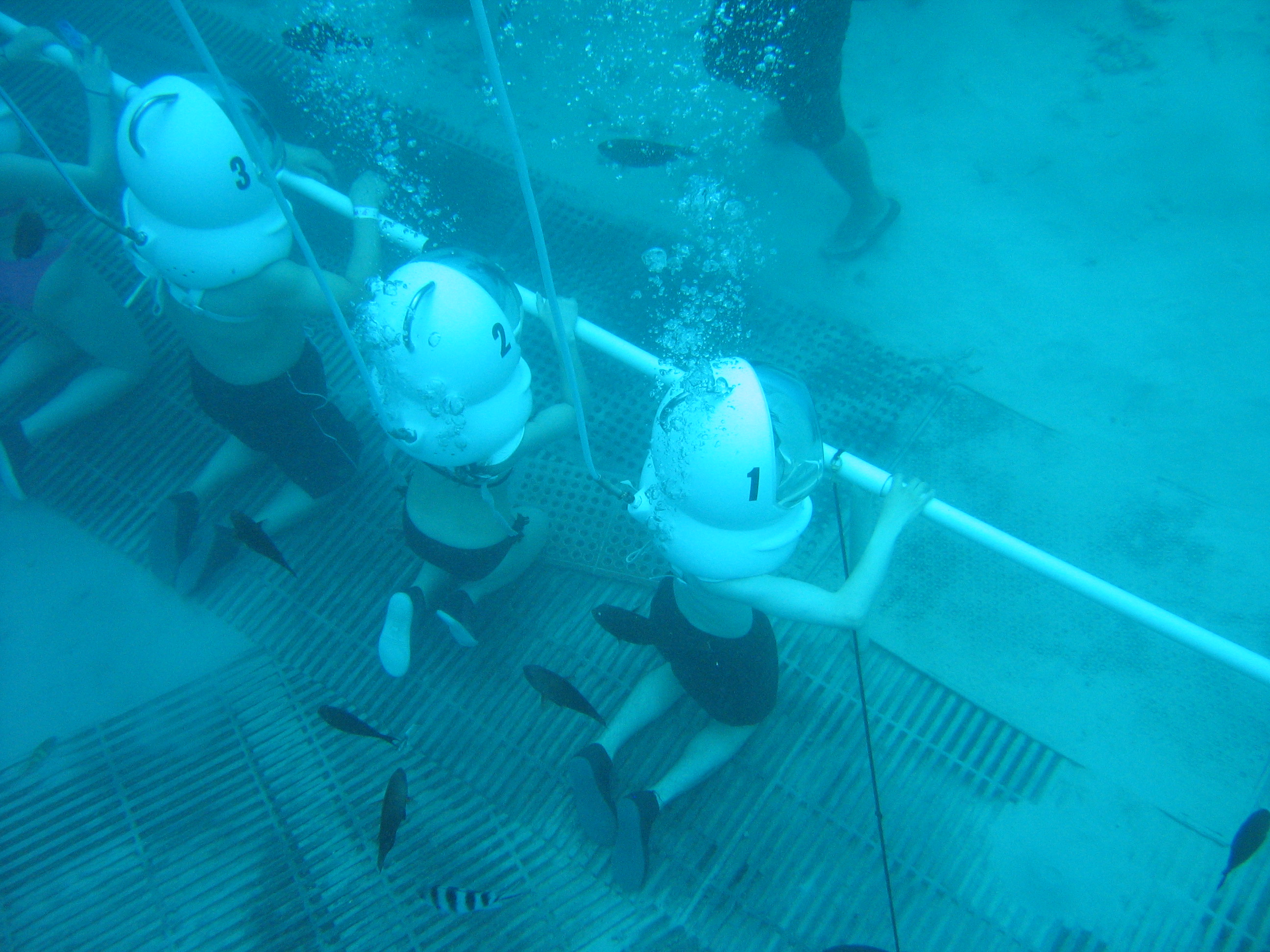
シーウォーカー

フーカー潜水に類似した潜水方法として、フリーフローヘルメット (free-flow helmet) と呼ばれるものがある。これは、簡単にいえば、水中で逆さまにしたバケツには水が入らないことを応用したもので、首下あたりまでを覆う単純なヘルメットに、水上からホースで空気を供給する潜水方法である。ヘルメットには空気の供給を調整する機構はとくになく、余剰の空気はヘルメットの下部から水中に放出される。これがフリーフロー (free-flow) と呼ばれる所以で、フーカー潜水のマスクも同様にフリーフローマスク (free-flow mask) と呼ばれることもある。フリーフローヘルメットは、スクーバが広く普及してからはほとんど使用されなくなっていたが、近年、このシステムをレクリエーション用に改良したものが「シーウォーカー」などと称して再登場し、日本でも沖縄のビーチリゾートなどで使用されている。